# The Lastest Gun in the West
«The Lastest Gun in the West», llamado «El último rifle del oeste» en España y «El último vaquero del oeste» en Hispanoamérica, es un episodio perteneciente a la decimotercera temporada de la serie animada Los Simpson, estrenado en Estados Unidos el 24 de febrero de 2002. Fue escrito por John Swartzwelder, dirigido por Bob Anderson y la estrella invitada fue Dennis Weaver como Buck McCoy. En el episodio, Bart admira a un antiguo vaquero de películas de acción, causando que Homer sienta celos. 

## Sinopsis
Todo comienza cuando Bart quien parece tener un buen día, después de haber atrapado una pelota de béisbol, haber encontrado tiradas en el suelo dos monedas y haber conseguido un helado de chocolate gratis, pero más tarde es perseguido por un perro, el cual, parece amistoso con la familia, pero lo muerde siempre que puede y lo sigue a todas partes. Un día, Bart tratando de huir de él se mete en el jardín de una casa para evitar al perro, y se encuentra con el viejo actor de westerns Buck McCoy. Buck le aplica una llave al perro, la cual hace que se vuelva bueno, y con ese problema aparentemente resuelto, invita a Bart a pasar a su casa.
Pronto, Bart comienza a ver a Buck como su héroe, ya que lo veía fuerte y valiente en las películas que salía en su juventud, provocando celos a Homer porque siempre ha deseado que él sea el héroe de su hijo. Un día, el niño decide levantar la carrera del vaquero, llevándolo al programa de Krusty el payaso. Sin embargo, allí Buck por los nervios de salir en vivo después de tanto años, se embriaga y da a conocer que tiene problemas de alcoholismo. Bart ve la imagen de héroe destruida. Homer, en un principio pensó que ahora que Bart no lo ve como un héroe, sería su oportunidad de serlo, pero al ver al niño triste, junto con Marge decide ayudar a Buck a superar su adicción al alcohol.
Junto a Marge, vacían su casa de alcohol y lo inscriben en un programa de alcohólicos anónimos. Allí, Buck se recupera, pero Bart todavía no lo ve como héroe. Para lograr esa imagen, Homer lleva a Bart y a Buck a un asalto a un banco, en donde Buck vence a los ladrones, y recupera su dignidad ante Bart. El niño, agradecido por Homer, le dice que formaba parte de una "lista de héroes" al final Buck vuelve a ser el héroe de Bart y regresa a casa con su dignidad recuperada, pero justo al final del episodio a Bart lo vuelve a perseguir el perro del principio.